# Henderson (Minnesota)
Henderson è una città degli Stati Uniti d'America, situata in Minnesota, nella contea di Sibley.